# Filmfriend

Logo des Filmportals

Filmfriend (Eigenschreibweise: filmfriend) ist ein Video-on-Demand-Filmportal für öffentliche Bibliotheken in Deutschland, Österreich, Schweiz, Liechtenstein, Belgien und Luxemburg. Gründer und Betreiber ist die Potsdamer Filmwerte GmbH (Eigenschreibweise: filmwerte GmbH).

## Funktionsweise und Inhalte
Nutzer von kooperierenden Bibliotheken können sich über die Webseite von filmfriend, deren Apps oder über das Portal der jeweiligen Bibliothek einloggen. Dazu wird die Nummer des Bibliotheksausweises mit dem Passwort benötigt.
Der Schwerpunkt des Filmangebots liegt auf dem europäischen und internationalen Arthouse-Kino. Zudem stehen deutsche Filme, Dokumentationen sowie Kinderfilme und -serien zur Verfügung. Es werden mehr als 2.600 Filme und 150 Serien angeboten (Stand Mai 2025). Seit dem Start in Berlin im Juli 2017 haben sich über 850 öffentliche Bibliotheken und Hochschulbibliotheken für eine Kooperation mit filmfriend entschieden (Stand Mai 2025).
Seit September 2021 unterstützt die Plattform Smart-TVs und Streaming-Sticks. So steht eine filmfriend-App für Apple TV, Android TV und Amazon Fire TV zur Verfügung.

## Förderer und Partner
Filmfriend wird unter anderem unterstützt von:
- Deutsches Kinder- und Jugendfilmzentrum (KJF)
- Ministerium für Wissenschaft, Forschung und Kultur des Landes Brandenburg
- Stadtarchiv München

## Auszeichnungen
- Filmfriend wurde am 1. Dezember 2017 in Potsdam mit dem „Sonderpreis für Soziale Innovationen“ der Jury im Rahmen des Innovationspreises der Länder Berlin-Brandenburg ausgezeichnet.[6]
- Am 26. Oktober 2021 wurde Filmfriend der Smart TV Award Connect! in der Kategorie Good2CU - Bestes Special Interest Angebot auf den Medientagen München verliehen.[7]